# Góry wulkaniczne
Góry wulkaniczne – góry, które powstały w wyniku działalności wulkanicznej. Erupcja wulkanu wyrzuca na powierzchnię lawę, która zastyga i tworzy nową warstwę skalną. Góry wulkaniczne  zbudowane są ze skał wulkanicznych, piroklastycznych, lawy oraz popiołów wulkanicznych.
Mają postać stożków lub kopuł z obniżeniami kraterowymi. Niektóre góry wulkaniczne w wyniku wyjątkowo silnej erupcji ulegają częściowemu zniszczeniu – powstaje rozległe zagłębienie zwane kalderą. W jej obrębie lub na brzegach powstają młodsze stożki wulkaniczne z kraterami, np. Kibo (Kilimandżaro) i Mauna Loa.
Na lądach tworzą najczęściej pojedyncze stożki lub ich zespoły, pokrywające pewien obszar. Tylko w wyjątkowych wypadkach, kiedy kilka wulkanów bezpośrednio sąsiaduje ze sobą, możliwe jest powstanie pasma gór wulkanicznego pochodzenia. Inaczej wygląda rozwój rzeźby na dnie oceanu. Góry podmorskie przeważnie są pochodzenia wulkanicznego. W pobliżu rowów oceanicznych przetapianie skał w procesie subdukcji tworzy łańcuchy gór równoległych do rowu, często widoczne na powierzchni jako łuk wyspowy. Plamy gorąca na dnach oceanów tworzą łańcuchy gór (i wysp) wulkanicznych na pełnym morzu; góry wulkaniczne, które uległy erozji są skryte pod powierzchnią oceanu jako gujoty. Ponadto proces rozrostu dna oceanicznego tworzy grzbiety wulkaniczne o łącznej długości 65 tysięcy kilometrów, noszące nazwę grzbietów śródoceanicznych, rzadko widoczne ponad powierzchnią (np. na Islandii).